# (32119) 2000 LM7
2000 LM7 (asteroide 32119) é um asteroide da cintura principal. Possui uma excentricidade de 0.06099950 e uma inclinação de 10.44476º.
Este asteroide foi descoberto no dia 6 de junho de 2000 por Spacewatch em Kitt Peak.